# Pana (mythologie)
Pour les articles homonymes, voir Pana.
Dans la mythologie inuit, Pana, également connue sous le nom de « femme là-haut » est la déesse qui prend soin des âmes des défunts avant leurs réincarnations. Elle prend soin des âmes jusqu'à ce que ces dernières soient prêtes à se réincarner et soient alors renvoyées sur Terre pour naître de nouveau.
Pana réside dans le ciel étoilé et est associée aux aurores boréales. 

## Étymologie
Son nom signifie également « couteau de neige » en inuktitut.

## Fonction

### Déesse des âmes
Les Inuits croient en un monde à trois niveaux : le monde souterrain (Adlivun) qui est l'endroit où résident les mauvais esprits (et où alternativement les nouveaux morts doivent passer un an pour être purifiés avant de pouvoir accéder au monde supérieur), la Terre qui est l'endroit où les âmes mortelles font face aux éléments durs et le monde supérieur (Qudlivun), l'endroit où l'âme va résider en attendant sa réincarnation. 
Pana, est souvent considérée comme une divinité qui réside dans les cieux étoilés. Sa tâche est de veiller sur les âmes qui sont transportées du monde du milieu (la Terre) et envoyées vers les royaumes supérieurs (le Ciel). Là, Pana prend soin des âmes jusqu'à ce qu'elles soient prêtes à se réincarner et une fois de plus renvoyées sur terre pour y renaître.
Lorsqu'une âme est prête à se réincarner, Pana est assistée par le Dieu de la Lune, Anningan, qui ne peut briller pendant ce temps, c'est pourquoi la lune tombe dans une étape sombre.

### Déesse des aurores boréales
Pana est également associée aux aurores boréales. En effet, les légendes racontent qu'il existe des trous dans la partie du monde supérieur où réside Pana. La lumière des dieux se glisse à travers ces derniers et crée des teintes lumineuses de lumière qui dansent dans le ciel. 